# 田川農業協同組合
田川農業協同組合（たがわのうぎょうきょうどうくみあい、通称：JAたがわ）は福岡県田川市に本所を置く農業協同組合。

## 区域
- 田川市
- 田川郡添田町・香春町・赤村・大任町・川崎町・福智町・糸田町

## 沿革
- 1963年（昭和38年）
  - 3月 - 添田・津野・彦山の各農協が合併し、添田町農協が発足[1][2]。
  - 同月 - 大任・伊田・方城・金田・赤池・糸田・後藤寺・川崎・猪位金の各農協が合併し、田川農協（現・田川農協とは別法人）が発足[1][3]。
- 1982年（昭和57年）4月 - 香春・勾金の各農協が合併し、香春町農協が発足[1]。
- 1985年（昭和60年）7月 - 添田町農協ライスセンター完成（事業主体は添田町。管理運営は添田町農協）[4]。
- 1987年（昭和62年）3月 - 川崎町に田川農協カントリーエレベーター完成[5]。
- 1994年（平成6年）5月 - 採銅所・香春町・赤村・添田町の各農協が合併し、田川東部農協が発足[6]。
- 1999年（平成11年）4月 - 田川東部・田川の各農協が合併し、田川農協が発足[3][7]。
- 2002年（平成14年）11月 - 川崎町（カントリーエレベーター隣接地）に田川農協大豆センター完成[8]。
- 2008年（平成20年）4月 - 田川農協が田川市金川農協を合併[7]。
- 2016年（平成28年）4月 - ニンニクを使用した加工食品の開発・販売を行う関連会社「（株）おおとうニンニク食品」を、大任町との共同出資により設立[9]。
- 2017年（平成29年）9月 - 給油所のうち6箇所（彦山・赤・伊田・後藤寺・方城・赤池）を廃止。本所に燃料配送センターを設置。[10]
- 2019年（平成31年・令和元年）
  - 3月 - 添田地区にグリーンセンター「グリーンそえだ」を開設し、支所・出張所の購買店舗を廃止。3箇所のグリーンセンターで肥料・農薬等生産資材および一般生活用品の購買業務・配送業務を行う体制とする。[11]
  - 5月 - 出張所（7箇所）を全廃し、基幹支所へ統合（安眞木出張所 → 川崎支所、弁城出張所 → 方城支所、市場出張所 → 赤池支所、中元寺出張所・彦山出張所・津野出張所 → 添田支所、香春出張所 → 高野支所）[12][13]。
- 2021年（令和3年）3月 - 支所再編を実施[14][15][16]。
  - 金川支所を伊田支所に、猪位金支所を後藤寺支所に、それぞれ統合。
  - 方城支所・赤池支所を金田支所に統合し、福智支所に改称。
  - 採銅所支所を高野支所に統合し、香春支所に改称。

## 店舗・施設

### 本所・支所
- 本所
- 大任支所
- 川崎支所
- 伊田支所
- 後藤寺支所
- 福智支所
- 糸田支所
- 添田支所
- 香春支所
- 赤支所

### 施設
- 添田給油所
- 採銅所給油所
- 金川給油所
- 燃料配送センター
- ヘルパーステーション
- やすらぎ
- やすらぎ福智会館
- 自動車整備工場
- 育苗事業課
- 園芸畜産課
- 田川集荷場
- カントリーエレベーター
- 大豆センター
- 添田営農センター
- 金川ライスセンター
- 香春町ライスセンター
- 赤村ライスセンター
- 金川育苗センター
- 香春町育苗センター
- 赤村育苗センター
- 生産資材課
- グリーンあい
- グリーンゆう
- グリーンそえだ
- 堆肥センター
- 農産物直売所「来てみんねかながわ」

## 関連会社
- 株式会社おおとうニンニク食品